# National Register of Historic Places in Georgia

Karte der Countys von Georgia und Verteilung der NRHP-Einträge

Diese Tabelle enthält alle Listen, in denen die Einträge im National Register of Historic Places in den 159 Countys des US-amerikanischen Bundesstaates Georgia aufgeführt sind.:

## Anzahl der Objekte und Distrikte nach County
|        | \| \| County \| Liste der Einträge in das NRHP im County \| Anzahl \| \| ------ \| ------------- \| ---------------------------------------- \| ------- \| \| 1 \| Appling \| NRHP-Einträge im Appling County \| 5 \| \| 2 \| Atkinson \| NRHP-Einträge im Atkinson County \| 2 \| \| 3 \| Bacon \| NRHP-Einträge im Bacon County \| 4 \| \| 4 \| Baker \| NRHP-Einträge im Baker County \| 4 \| \| 5 \| Baldwin \| NRHP-Einträge im Baldwin County \| 22 \| \| 6 \| Banks \| NRHP-Einträge im Banks County \| 15 \| \| 7 \| Barrow \| NRHP-Einträge im Barrow County \| 16 \| \| 8 \| Bartow \| NRHP-Einträge im Bartow County \| 20 \| \| 9 \| Ben Hill \| NRHP-Einträge im Ben Hill County \| 7 \| \| 10 \| Berrien \| NRHP-Einträge im Berrien County \| 4 \| \| 11 \| Bibb \| NRHP-Einträge im Bibb County \| 71 \| \| 12 \| Bleckley \| NRHP-Einträge im Bleckley County \| 3 \| \| 13 \| Brantley \| NRHP-Einträge im Brantley County \| 2 \| \| 14 \| Brooks \| NRHP-Einträge im Brooks County \| 8 \| \| 15 \| Bryan \| NRHP-Einträge im Bryan County \| 10 \| \| 16 \| Bulloch \| NRHP-Einträge im Bulloch County \| 23 \| \| 17 \| Burke \| NRHP-Einträge im Burke County \| 8 \| \| 18 \| Butts \| NRHP-Einträge im Butts County \| 4 \| \| 19 \| Calhoun \| NRHP-Einträge im Calhoun County \| 2 \| \| 20 \| Camden \| NRHP-Einträge im Camden County \| 17 \| \| 21 \| Candler \| NRHP-Einträge im Candler County \| 5 \| \| 22 \| Carroll \| NRHP-Einträge im Carroll County \| 17 \| \| 23 \| Catoosa \| NRHP-Einträge im Catoosa County \| 9 \| \| 24 \| Charlton \| NRHP-Einträge im Charlton County \| 4 \| \| 25 \| Chatham \| NRHP-Einträge im Chatham County \| 63 \| \| 26 \| Chattahoochee \| NRHP-Einträge im Chattahoochee County \| 3 \| \| 27 \| Chattooga \| NRHP-Einträge im Chattooga County \| 9 \| \| 28 \| Cherokee \| NRHP-Einträge im Cherokee County \| 9 \| \| 29 \| Clarke \| NRHP-Einträge im Clarke County \| 62 \| \| 30 \| Clay \| NRHP-Einträge im Clay County \| 6 \| \| 31 \| Clayton \| NRHP-Einträge im Clayton County \| 5 \| \| 32 \| Clinch \| NRHP-Einträge im Clinch County \| 2 \| \| 33 \| Cobb \| NRHP-Einträge im Cobb County \| 43 \| \| 34 \| Coffee \| NRHP-Einträge im Coffee County \| 6 \| \| 35 \| Colquitt \| NRHP-Einträge im Colquitt County \| 9 \| \| 36 \| Columbia \| NRHP-Einträge im Columbia County \| 4 \| \| 37 \| Cook \| NRHP-Einträge im Cook County \| 3 \| \| 38 \| Coweta \| NRHP-Einträge im Coweta County \| 26 \| \| 39 \| Crawford \| NRHP-Einträge im Crawford County \| 6 \| \| 40 \| Crisp \| NRHP-Einträge im Crisp County \| 5 \| \| 41 \| Dade \| NRHP-Einträge im Dade County \| 1 \| \| 42 \| Dawson \| NRHP-Einträge im Dawson County \| 3 \| \| 43 \| Decatur \| NRHP-Einträge im Decatur County \| 8 \| \| 44 \| DeKalb \| NRHP-Einträge im DeKalb County \| 51 \| \| 45 \| Dodge \| NRHP-Einträge im Dodge County \| 6 \| \| 46 \| Dooly \| NRHP-Einträge im Dooly County \| 8 \| \| 47 \| Dougherty \| NRHP-Einträge im Dougherty County \| 21 \| \| 48 \| Douglas \| NRHP-Einträge im Douglas County \| 8 \| \| 49 \| Early \| NRHP-Einträge im Early County \| 7 \| \| 50 \| Echols \| NRHP-Einträge im Echols County \| 2 \| \| 51 \| Effingham \| NRHP-Einträge im Effingham County \| 6 \| \| 52 \| Elbert \| NRHP-Einträge im Elbert County \| 13 \| \| 53 \| Emanuel \| NRHP-Einträge im Emanuel County \| 9 \| \| 54 \| Evans \| NRHP-Einträge im Evans County \| 4 \| \| 55 \| Fannin \| NRHP-Einträge im Fannin County \| 4 \| \| 56 \| Fayette \| NRHP-Einträge im Fayette County \| 3 \| \| 57 \| Floyd \| NRHP-Einträge im Floyd County \| 47 \| \| 58 \| Forsyth \| NRHP-Einträge im Forsyth County \| 5 \| \| 59 \| Franklin \| NRHP-Einträge im Franklin County \| 44 \| \| 60 \| Fulton \| NRHP-Einträge im Fulton County \| 207 \| \| 61 \| Gilmer \| NRHP-Einträge im Gilmer County \| 2 \| \| 62 \| Glascock \| NRHP-Einträge im Glascock County \| 1 \| \| 63 \| Glynn \| NRHP-Einträge im Glynn County \| 19 \| \| 64 \| Gordon \| NRHP-Einträge im Gordon County \| 5 \| \| 65 \| Grady \| NRHP-Einträge im Grady County \| 7 \| \| 66 \| Greene \| NRHP-Einträge im Greene County \| 25 \| \| 67 \| Gwinnett \| NRHP-Einträge im Gwinnett County \| 19 \| \| 68 \| Habersham \| NRHP-Einträge im Habersham County \| 35 \| \| 69 \| Hall \| NRHP-Einträge im Hall County \| 21 \| \| 70 \| Hancock \| NRHP-Einträge im Hancock County \| 12 \| \| 71 \| Haralson \| NRHP-Einträge im Haralson County \| 2 \| \| 72 \| Harris \| NRHP-Einträge im Harris County \| 14 \| \| 73 \| Hart \| NRHP-Einträge im Hart County \| 36 \| \| 74 \| Heard \| NRHP-Einträge im Heard County \| 2 \| \| 75 \| Henry \| NRHP-Einträge im Henry County \| 12 \| \| 76 \| Houston \| NRHP-Einträge im Houston County \| 40 \| \| 77 \| Irwin \| NRHP-Einträge im Irwin County \| 3 \| \| 78 \| Jackson \| NRHP-Einträge im Jackson County \| 14 \| \| 79 \| Jasper \| NRHP-Einträge im Jasper County \| 7 \| \| 80 \| Jeff Davis \| NRHP-Einträge im Jeff Davis County \| 2 \| \| 81 \| Jefferson \| NRHP-Einträge im Jefferson County \| 5 \| \| 82 \| Jenkins \| NRHP-Einträge im Jenkins County \| 6 \| \| 83 \| Johnson \| NRHP-Einträge im Johnson County \| 2 \| \| 84 \| Jones \| NRHP-Einträge im Jones County \| 8 \| \| 85 \| Lamar \| NRHP-Einträge im Lamar County \| 8 \| \| 86 \| Lanier \| NRHP-Einträge im Lanier County \| 1 \| \| 87 \| Laurens \| NRHP-Einträge im Laurens County \| 5 \| \| 88 \| Lee \| NRHP-Einträge im Lee County \| 3 \| \| 89 \| Liberty \| NRHP-Einträge im Liberty County \| 12 \| \| 90 \| Lincoln \| NRHP-Einträge im Lincoln County \| 10 \| \| 91 \| Long \| NRHP-Einträge im Long County \| 3 \| \| 92 \| Lowndes \| NRHP-Einträge im Lowndes County \| 17 \| \| 93 \| Lumpkin \| NRHP-Einträge im Lumpkin County \| 12 \| \| 94 \| Macon \| NRHP-Einträge im Macon County \| 16 \| \| 95 \| Madison \| NRHP-Einträge im Madison County \| 6 \| \| 96 \| Marion \| NRHP-Einträge im Marion County \| 8 \| \| 97 \| McDuffie \| NRHP-Einträge im McDuffie County \| 16 \| \| 98 \| McIntosh \| NRHP-Einträge im McIntosh County \| 10 \| \| 99 \| Meriwether \| NRHP-Einträge im Meriwether County \| 24 \| \| 100 \| Miller \| NRHP-Einträge im Miller County \| 1 \| \| 101 \| Mitchell \| NRHP-Einträge im Mitchell County \| 10 \| \| 102 \| Monroe \| NRHP-Einträge im Monroe County \| 9 \| \| 103 \| Montgomery \| NRHP-Einträge im Montgomery County \| 2 \| \| 104 \| Morgan \| NRHP-Einträge im Morgan County \| 14 \| \| 105 \| Murray \| NRHP-Einträge im Murray County \| 9 \| \| 106 \| Muscogee \| NRHP-Einträge im Muscogee County \| 136 \| \| 107 \| Newton \| NRHP-Einträge im Newton County \| 13 \| \| 108 \| Oconee \| NRHP-Einträge im Oconee County \| 9 \| \| 109 \| Oglethorpe \| NRHP-Einträge im Oglethorpe County \| 11 \| \| 110 \| Paulding \| NRHP-Einträge im Paulding County \| 4 \| \| 111 \| Peach \| NRHP-Einträge im Peach County \| 7 \| \| 112 \| Pickens \| NRHP-Einträge im Pickens County \| 7 \| \| 113 \| Pierce \| NRHP-Einträge im Pierce County \| 3 \| \| 114 \| Pike \| NRHP-Einträge im Pike County \| 3 \| \| 115 \| Polk \| NRHP-Einträge im Polk County \| 7 \| \| 116 \| Pulaski \| NRHP-Einträge im Pulaski County \| 7 \| \| 117 \| Putnam \| NRHP-Einträge im Putnam County \| 10 \| \| 118 \| Quitman \| NRHP-Einträge im Quitman County \| 2 \| \| 119 \| Rabun \| NRHP-Einträge im Rabun County \| 7 \| \| 120 \| Randolph \| NRHP-Einträge im Randolph County \| 3 \| \| 121 \| Richmond \| NRHP-Einträge im Richmond County \| 45 \| \| 122 \| Rockdale \| NRHP-Einträge im Rockdale County \| 6 \| \| 123 \| Schley \| NRHP-Einträge im Schley County \| 2 \| \| 124 \| Screven \| NRHP-Einträge im Screven County \| 4 \| \| 125 \| Seminole \| NRHP-Einträge im Seminole County \| 3 \| \| 126 \| Spalding \| NRHP-Einträge im Spalding County \| 15 \| \| 127 \| Stephens \| NRHP-Einträge im Stephens County \| 10 \| \| 128 \| Stewart \| NRHP-Einträge im Stewart County \| 27 \| \| 129 \| Sumter \| NRHP-Einträge im Sumter County \| 16 \| \| 130 \| Talbot \| NRHP-Einträge im Talbot County \| 12 \| \| 131 \| Taliaferro \| NRHP-Einträge im Taliaferro County \| 7 \| \| 132 \| Tattnall \| NRHP-Einträge im Tattnall County \| 3 \| \| 133 \| Taylor \| NRHP-Einträge im Taylor County \| 5 \| \| 134 \| Telfair \| NRHP-Einträge im Telfair County \| 3 \| \| 135 \| Terrell \| NRHP-Einträge im Terrell County \| 7 \| \| 136 \| Thomas \| NRHP-Einträge im Thomas County \| 43 \| \| 137 \| Tift \| NRHP-Einträge im Tift County \| 4 \| \| 138 \| Toombs \| NRHP-Einträge im Toombs County \| 9 \| \| 139 \| Towns \| NRHP-Einträge im Towns County \| 2 \| \| 140 \| Treutlen \| NRHP-Einträge im Treutlen County \| 1 \| \| 141 \| Troup \| NRHP-Einträge im Troup County \| 32 \| \| 142 \| Turner \| NRHP-Einträge im Turner County \| 6 \| \| 143 \| Twiggs \| NRHP-Einträge im Twiggs County \| 6 \| \| 144 \| Union \| NRHP-Einträge im Union County \| 4 \| \| 145 \| Upson \| NRHP-Einträge im Upson County \| 5 \| \| 146 \| Walker \| NRHP-Einträge im Walker County \| 17 \| \| 147 \| Walton \| NRHP-Einträge im Walton County \| 25 \| \| 148 \| Ware \| NRHP-Einträge im Ware County \| 7 \| \| 149 \| Warren \| NRHP-Einträge im Warren County \| 4 \| \| 150 \| Washington \| NRHP-Einträge im Washington County \| 19 \| \| 151 \| Wayne \| NRHP-Einträge im Wayne County \| 4 \| \| 152 \| Webster \| NRHP-Einträge im Webster County \| 3 \| \| 153 \| Wheeler \| NRHP-Einträge im Wheeler County \| 3 \| \| 154 \| White \| NRHP-Einträge im White County \| 6 \| \| 155 \| Whitfield \| NRHP-Einträge im Whitfield County \| 13 \| \| 156 \| Wilcox \| NRHP-Einträge im Wilcox County \| 2 \| \| 157 \| Wilkes \| NRHP-Einträge im Wilkes County \| 28 \| \| 158 \| Wilkinson \| NRHP-Einträge im Wilkinson County \| 1 \| \| 159 \| Worth \| NRHP-Einträge im Worth County \| 8 \| \| Summe: \| Summe: \| Summe: \| 2.141 1 \| | Chickamauga and Chattanooga National Military Park im Catoosa County Statue von Franklin D. RooseveltDowdell's KnobVisitor's Center F. D. Roosevelt State Park im Harris County |         |
|        | County | Liste der Einträge in das NRHP im County | Anzahl  |
| 1      | Appling | NRHP-Einträge im Appling County | 5       |
| 2      | Atkinson | NRHP-Einträge im Atkinson County | 2       |
| 3      | Bacon | NRHP-Einträge im Bacon County | 4       |
| 4      | Baker | NRHP-Einträge im Baker County | 4       |
| 5      | Baldwin | NRHP-Einträge im Baldwin County | 22      |
| 6      | Banks | NRHP-Einträge im Banks County | 15      |
| 7      | Barrow | NRHP-Einträge im Barrow County | 16      |
| 8      | Bartow | NRHP-Einträge im Bartow County | 20      |
| 9      | Ben Hill | NRHP-Einträge im Ben Hill County | 7       |
| 10     | Berrien | NRHP-Einträge im Berrien County | 4       |
| 11     | Bibb | NRHP-Einträge im Bibb County | 71      |
| 12     | Bleckley | NRHP-Einträge im Bleckley County | 3       |
| 13     | Brantley | NRHP-Einträge im Brantley County | 2       |
| 14     | Brooks | NRHP-Einträge im Brooks County | 8       |
| 15     | Bryan | NRHP-Einträge im Bryan County | 10      |
| 16     | Bulloch | NRHP-Einträge im Bulloch County | 23      |
| 17     | Burke | NRHP-Einträge im Burke County | 8       |
| 18     | Butts | NRHP-Einträge im Butts County | 4       |
| 19     | Calhoun | NRHP-Einträge im Calhoun County | 2       |
| 20     | Camden | NRHP-Einträge im Camden County | 17      |
| 21     | Candler | NRHP-Einträge im Candler County | 5       |
| 22     | Carroll | NRHP-Einträge im Carroll County | 17      |
| 23     | Catoosa | NRHP-Einträge im Catoosa County | 9       |
| 24     | Charlton | NRHP-Einträge im Charlton County | 4       |
| 25     | Chatham | NRHP-Einträge im Chatham County | 63      |
| 26     | Chattahoochee | NRHP-Einträge im Chattahoochee County | 3       |
| 27     | Chattooga | NRHP-Einträge im Chattooga County | 9       |
| 28     | Cherokee | NRHP-Einträge im Cherokee County | 9       |
| 29     | Clarke | NRHP-Einträge im Clarke County | 62      |
| 30     | Clay | NRHP-Einträge im Clay County | 6       |
| 31     | Clayton | NRHP-Einträge im Clayton County | 5       |
| 32     | Clinch | NRHP-Einträge im Clinch County | 2       |
| 33     | Cobb | NRHP-Einträge im Cobb County | 43      |
| 34     | Coffee | NRHP-Einträge im Coffee County | 6       |
| 35     | Colquitt | NRHP-Einträge im Colquitt County | 9       |
| 36     | Columbia | NRHP-Einträge im Columbia County | 4       |
| 37     | Cook | NRHP-Einträge im Cook County | 3       |
| 38     | Coweta | NRHP-Einträge im Coweta County | 26      |
| 39     | Crawford | NRHP-Einträge im Crawford County | 6       |
| 40     | Crisp | NRHP-Einträge im Crisp County | 5       |
| 41     | Dade | NRHP-Einträge im Dade County | 1       |
| 42     | Dawson | NRHP-Einträge im Dawson County | 3       |
| 43     | Decatur | NRHP-Einträge im Decatur County | 8       |
| 44     | DeKalb | NRHP-Einträge im DeKalb County | 51      |
| 45     | Dodge | NRHP-Einträge im Dodge County | 6       |
| 46     | Dooly | NRHP-Einträge im Dooly County | 8       |
| 47     | Dougherty | NRHP-Einträge im Dougherty County | 21      |
| 48     | Douglas | NRHP-Einträge im Douglas County | 8       |
| 49     | Early | NRHP-Einträge im Early County | 7       |
| 50     | Echols | NRHP-Einträge im Echols County | 2       |
| 51     | Effingham | NRHP-Einträge im Effingham County | 6       |
| 52     | Elbert | NRHP-Einträge im Elbert County | 13      |
| 53     | Emanuel | NRHP-Einträge im Emanuel County | 9       |
| 54     | Evans | NRHP-Einträge im Evans County | 4       |
| 55     | Fannin | NRHP-Einträge im Fannin County | 4       |
| 56     | Fayette | NRHP-Einträge im Fayette County | 3       |
| 57     | Floyd | NRHP-Einträge im Floyd County | 47      |
| 58     | Forsyth | NRHP-Einträge im Forsyth County | 5       |
| 59     | Franklin | NRHP-Einträge im Franklin County | 44      |
| 60     | Fulton | NRHP-Einträge im Fulton County | 207     |
| 61     | Gilmer | NRHP-Einträge im Gilmer County | 2       |
| 62     | Glascock | NRHP-Einträge im Glascock County | 1       |
| 63     | Glynn | NRHP-Einträge im Glynn County | 19      |
| 64     | Gordon | NRHP-Einträge im Gordon County | 5       |
| 65     | Grady | NRHP-Einträge im Grady County | 7       |
| 66     | Greene | NRHP-Einträge im Greene County | 25      |
| 67     | Gwinnett | NRHP-Einträge im Gwinnett County | 19      |
| 68     | Habersham | NRHP-Einträge im Habersham County | 35      |
| 69     | Hall | NRHP-Einträge im Hall County | 21      |
| 70     | Hancock | NRHP-Einträge im Hancock County | 12      |
| 71     | Haralson | NRHP-Einträge im Haralson County | 2       |
| 72     | Harris | NRHP-Einträge im Harris County | 14      |
| 73     | Hart | NRHP-Einträge im Hart County | 36      |
| 74     | Heard | NRHP-Einträge im Heard County | 2       |
| 75     | Henry | NRHP-Einträge im Henry County | 12      |
| 76     | Houston | NRHP-Einträge im Houston County | 40      |
| 77     | Irwin | NRHP-Einträge im Irwin County | 3       |
| 78     | Jackson | NRHP-Einträge im Jackson County | 14      |
| 79     | Jasper | NRHP-Einträge im Jasper County | 7       |
| 80     | Jeff Davis | NRHP-Einträge im Jeff Davis County | 2       |
| 81     | Jefferson | NRHP-Einträge im Jefferson County | 5       |
| 82     | Jenkins | NRHP-Einträge im Jenkins County | 6       |
| 83     | Johnson | NRHP-Einträge im Johnson County | 2       |
| 84     | Jones | NRHP-Einträge im Jones County | 8       |
| 85     | Lamar | NRHP-Einträge im Lamar County | 8       |
| 86     | Lanier | NRHP-Einträge im Lanier County | 1       |
| 87     | Laurens | NRHP-Einträge im Laurens County | 5       |
| 88     | Lee | NRHP-Einträge im Lee County | 3       |
| 89     | Liberty | NRHP-Einträge im Liberty County | 12      |
| 90     | Lincoln | NRHP-Einträge im Lincoln County | 10      |
| 91     | Long | NRHP-Einträge im Long County | 3       |
| 92     | Lowndes | NRHP-Einträge im Lowndes County | 17      |
| 93     | Lumpkin | NRHP-Einträge im Lumpkin County | 12      |
| 94     | Macon | NRHP-Einträge im Macon County | 16      |
| 95     | Madison | NRHP-Einträge im Madison County | 6       |
| 96     | Marion | NRHP-Einträge im Marion County | 8       |
| 97     | McDuffie | NRHP-Einträge im McDuffie County | 16      |
| 98     | McIntosh | NRHP-Einträge im McIntosh County | 10      |
| 99     | Meriwether | NRHP-Einträge im Meriwether County | 24      |
| 100    | Miller | NRHP-Einträge im Miller County | 1       |
| 101    | Mitchell | NRHP-Einträge im Mitchell County | 10      |
| 102    | Monroe | NRHP-Einträge im Monroe County | 9       |
| 103    | Montgomery | NRHP-Einträge im Montgomery County | 2       |
| 104    | Morgan | NRHP-Einträge im Morgan County | 14      |
| 105    | Murray | NRHP-Einträge im Murray County | 9       |
| 106    | Muscogee | NRHP-Einträge im Muscogee County | 136     |
| 107    | Newton | NRHP-Einträge im Newton County | 13      |
| 108    | Oconee | NRHP-Einträge im Oconee County | 9       |
| 109    | Oglethorpe | NRHP-Einträge im Oglethorpe County | 11      |
| 110    | Paulding | NRHP-Einträge im Paulding County | 4       |
| 111    | Peach | NRHP-Einträge im Peach County | 7       |
| 112    | Pickens | NRHP-Einträge im Pickens County | 7       |
| 113    | Pierce | NRHP-Einträge im Pierce County | 3       |
| 114    | Pike | NRHP-Einträge im Pike County | 3       |
| 115    | Polk | NRHP-Einträge im Polk County | 7       |
| 116    | Pulaski | NRHP-Einträge im Pulaski County | 7       |
| 117    | Putnam | NRHP-Einträge im Putnam County | 10      |
| 118    | Quitman | NRHP-Einträge im Quitman County | 2       |
| 119    | Rabun | NRHP-Einträge im Rabun County | 7       |
| 120    | Randolph | NRHP-Einträge im Randolph County | 3       |
| 121    | Richmond | NRHP-Einträge im Richmond County | 45      |
| 122    | Rockdale | NRHP-Einträge im Rockdale County | 6       |
| 123    | Schley | NRHP-Einträge im Schley County | 2       |
| 124    | Screven | NRHP-Einträge im Screven County | 4       |
| 125    | Seminole | NRHP-Einträge im Seminole County | 3       |
| 126    | Spalding | NRHP-Einträge im Spalding County | 15      |
| 127    | Stephens | NRHP-Einträge im Stephens County | 10      |
| 128    | Stewart | NRHP-Einträge im Stewart County | 27      |
| 129    | Sumter | NRHP-Einträge im Sumter County | 16      |
| 130    | Talbot | NRHP-Einträge im Talbot County | 12      |
| 131    | Taliaferro | NRHP-Einträge im Taliaferro County | 7       |
| 132    | Tattnall | NRHP-Einträge im Tattnall County | 3       |
| 133    | Taylor | NRHP-Einträge im Taylor County | 5       |
| 134    | Telfair | NRHP-Einträge im Telfair County | 3       |
| 135    | Terrell | NRHP-Einträge im Terrell County | 7       |
| 136    | Thomas | NRHP-Einträge im Thomas County | 43      |
| 137    | Tift | NRHP-Einträge im Tift County | 4       |
| 138    | Toombs | NRHP-Einträge im Toombs County | 9       |
| 139    | Towns | NRHP-Einträge im Towns County | 2       |
| 140    | Treutlen | NRHP-Einträge im Treutlen County | 1       |
| 141    | Troup | NRHP-Einträge im Troup County | 32      |
| 142    | Turner | NRHP-Einträge im Turner County | 6       |
| 143    | Twiggs | NRHP-Einträge im Twiggs County | 6       |
| 144    | Union | NRHP-Einträge im Union County | 4       |
| 145    | Upson | NRHP-Einträge im Upson County | 5       |
| 146    | Walker | NRHP-Einträge im Walker County | 17      |
| 147    | Walton | NRHP-Einträge im Walton County | 25      |
| 148    | Ware | NRHP-Einträge im Ware County | 7       |
| 149    | Warren | NRHP-Einträge im Warren County | 4       |
| 150    | Washington | NRHP-Einträge im Washington County | 19      |
| 151    | Wayne | NRHP-Einträge im Wayne County | 4       |
| 152    | Webster | NRHP-Einträge im Webster County | 3       |
| 153    | Wheeler | NRHP-Einträge im Wheeler County | 3       |
| 154    | White | NRHP-Einträge im White County | 6       |
| 155    | Whitfield | NRHP-Einträge im Whitfield County | 13      |
| 156    | Wilcox | NRHP-Einträge im Wilcox County | 2       |
| 157    | Wilkes | NRHP-Einträge im Wilkes County | 28      |
| 158    | Wilkinson | NRHP-Einträge im Wilkinson County | 1       |
| 159    | Worth | NRHP-Einträge im Worth County | 8       |
| Summe: | Summe: | Summe: | 2.141 1 |